# Un sudista del Nord
Un sudista del Nord (A Southern Yankee) è un film del 1948 diretto da Edward Sedgwick. Il film è conosciuto in Italia anche con il titolo Il sudista del nord.
È una commedia di guerra statunitense con Red Skelton, Brian Donlevy e Arlene Dahl ambientata nel 1865 nel contesto della guerra civile americana. È uno spin-off di Come vinsi la guerra del 1926.

## Trama
Durante la guerra di Secessione, un fattorino si sostituisce a una spia sudista penetrata a Saint Louis (Missouri) e, appresi numerosi segreti militari, è inviato dai nordisti al quartier generale nemico per carpire ulteriori informazioni. Smascherato, rischia la pena capitale, ma è salvato dalla notizia della resa sudista.

## Produzione
Il film, diretto da Edward Sedgwick su una sceneggiatura di Harry Tugend e Buster Keaton (quest'ultimo, non accreditato, fu autore solo di qualche gag) con il soggetto di Melvin Frank e Norman Panama, fu prodotto da Paul Jones per la Metro-Goldwyn-Mayer e girato nei Metro-Goldwyn-Mayer Studios a Culver City, California, da metà gennaio a fine febbraio 1948. Il titolo di lavorazione fu The Spy.

## Distribuzione
Il film fu distribuito con il titolo A Southern Yankee negli Stati Uniti dal 5 agosto 1948 dalla Metro-Goldwyn-Mayer.
Altre distribuzioni:
- in Svezia il 31 marzo 1949 (Dagens hjälte)
- in Finlandia il 6 gennaio 1950 (Vaikea vakoilija)
- in Danimarca l'11 settembre 1950 (Den grå edderkop)
- nelle Filippine il 22 aprile 1952
- in Portogallo il 26 giugno 1952 (O Vira-Casacas)
- in Germania Ovest il 6 agosto 1954 (Der Superspion)
- in Austria nell'ottobre del 1954 (Der Superspion)
- in Francia (Mon héros)
- nel Regno Unito (My Hero)
- in Italia (Un sudista del Nord)
- in Brasile (Pisando em Brasas)

## Promozione
Le tagline sono:
- "See Red in a Union Suit with Southern Exposure! ".
- "What's Rhett Butler Got That Red Skelton Ain't Got? ".
- "HE'S A SPY FOR BOTH SIDES! ".